# Asambleas del Partido Republicano de 2008 en Iowa
Las Asambleas Republicanas de Iowa, 2008 son unas asambleas no oficiales con los delegados seleccionados en la convención estatal vía por votos proporcionales. Las asambleas de Iowa marcaron el inicio de la tradición de selección de delegados para la elección presidencial estadounidense.
Antes de las asambleas de 2008, como en un ciclo de elecciones con una carrera presidencial de competitividad, unas votaciones no oficiales fueron hechas, el 11 de agosto de 2007. Las oficiales, para elegir los delegados, fueron hechas el 3 de enero de 2008, el mismo día que las asambleas demócratas. En las elecciones hechas en agosto del 2007, Mitt Romney terminó con 32% del voto. En las asambleas de enero, Mike Huckabee terminó con 34% del voto. 

## Resultados de las asambleas de enero
A las 11:05 p. m. EDT, 4 de enero de 2008, con 100% de los votos reportados, los resultados fueron:
| Candidato      | Votos   | Porcentaje | Delegados |
| -------------- | ------- | ---------- | --------- |
| Mike Huckabee  | 40,954  | 34.36%     | 17        |
| Mitt Romney    | 30,021  | 25.19%     | 12        |
| Fred Thompson  | 15,960  | 13.39%     | 0         |
| John McCain    | 15,536  | 13.03%     | 3         |
| Ron Paul       | 11,841  | 9.93%      | 2         |
| Rudy Giuliani  | 4,099   | 3.44%      | 0         |
| Duncan Hunter  | 506     | 0.42%      | 0         |
| Alan Keyes     | 247     | 0.21%      | 0         |
| John Cox*      | 10      | .01%       | 0         |
| Hugh Cort      | 5       | 0%         | 0         |
| Tom Tancredo*  | 5       | 0%         | 0         |
| Vern Wuensche  | 2       | 0%         | 0         |
| Sam Brownback* | 1       | 0%         | 0         |
| Cap Fendig     | 1       | 0%         | 0         |
| Total          | 119,188 | 100%       | 34        |

*Candidato se salió de la contienda antes de esta primaria.
Según varios reportes, Alan Keyes recibió algunos votos de los precintos. Sin embargo, él no fue contado como uno de los candidatos oficiales del partido republicano de Iowa y los votos para él fueron aparentemente tratados como consecuencias sus votos aún no se cuentan.
Sólo tres candidatos ganaron la mayoría de votos en algunos condados: Mike Huckabee, Mitt Romney, y Ron Paul. La campaña de Giuliani fue muy peculiar ya que su meta era enfocarse en los estados más grandes y por ende con más delegados en la cual poco todo le fue mal, por eso casi no hizo campana en Iowa. Tancredo se había retirado dos semanas antes de esta primaria y respaldó a Romney, pero su nombre permaneció en la lista oficial de los candidatos republicanos.
Unos 120,000 ciudadanos republicanos de Iowa atendieron las asambleas del 2008, un nuevo récord. Más de 87,000 atendieron la asamblea del 2000; en 2004, George W. Bush se postuló como "opuesto".